# Holiday Bowl 2017
Match précédent Match suivant
Le Holiday Bowl 2017 est un match de football américain de niveau universitaire joué après la saison régulière de 2017, le 29 décembre 2017 au SDCCU Stadium de San Diego dans l'état du Californie aux États-Unis.
Il s'agit de la 40e édition du Holiday Bowl.
Le match met en présence les équipes des Cougars de Washington State issus de la Pacific-12 Conference et des Spartans de Michigan State issus de la Big Ten Conference.
Il débute à 19 heures locales et est retransmis en télévision sur ESPN.
Sponsorisé par la société San Diego County Credit Union (en), le match est officiellement dénommé le San Diego County Credit Union Holiday Bowl 2017.
Michigan State gagne le match sur le score de 42 à 17.

## Présentation du match
| Équipes                                                                                             | Conférences | Entraîneurs        | Stats. saison rég. | Classements avant le bowl CFP-AP-Coaches |
| --------------------------------------------------------------------------------------------------- | ----------- | ------------------ | ------------------ | ---------------------------------------- |
| Cougars de Washington State                                                                         | Pac-12      | Mike Leach (en)    | 9 - 3              | #18 - #21 - #21                          |
| Spartans de Michigan State                                                                          | Big Ten     | Mark Dantonio (en) | 9 - 3              | #16 - #18 - #19                          |
| Arbitre : Marc Curles (SEC) Équipe donnée favorite par les bookmakers : Michigan State par 3 points |             |                    |                    |                                          |

Il s'agit de la 8e rencontre entre ces deux équipes, Michigan State ayant remporté 5 matchs pour 2 à Washington State :
- le 7 novembre 1942 : victoire à domicile de Washington State 25 à 13 ;
- le 30 novembre 1946 : victoire à domicile de Michigan State 26 à 20 ;
- le 11 octobre 1947 : victoire en déplacement de Michigan State 21 à 7 ;
- le 20 novembre 1948 : victoire à domicile de Michigan State 40 à 0 ;
- le 6 novembre 1954 : victoire à domicile de Michigan State 54 à 6 ;
- le 26 septembre 1970 : victoire à domicile de Michigan State 28 à 14 ;
- le 17 septembre 1977 : victoire en déplacement de Washington State 23 à 21.

### Cougars de Washington State
Avec un bilan global en saison régulière de 9 victoires et 3 défaites, Washington State est éligible et accepte l'invitation pour participer au Holiday Bowl de 2017.
Ils terminent 3e de la North Division de la Pacific-12 Conference derrière no 20 Stanford et no 16 Washington, avec un bilan en division de 6 victoires et 3 défaites.
À l'issue de la saison 2017 (bowl non compris), ils seront classés #18 au classement CFP et #21 aux classements AP et Coaches.
Après le bowl, ils n'apparaissent plus dans les classements AP et Coaches, le classement CFP n'étant pas republié après les bowls.
Il s'agit de leur 4e participation au Holiday Bowl :
- en 1981, défaite 38 à 36 contre les Cougars de BYU ;
- en 2003, victoire 28 à 20 contre les Longhorns du Texas ;
- en 2016, défaite 17 à 12 contre les Golden Gophers du Minnesota.

### Spartans de Michigan State
Avec un bilan global en saison régulière de 9 victoires et 3 défaites, Michigan State est éligible et accepte l'invitation pour participer au Holiday Bowl de 2017.
Ils terminent 2e de la East Division de la Big Ten Conference derrière no 5 Ohio State, avec un bilan en division de 7 victoires et 2 défaites.
À l'issue de la saison 2017 (bowl non compris), ils seront classés # 16 au classement CFP, #18 au classement AP et # 19 au classement Coaches.
Après le bowl, ils seront classés # 15 au classement AP et # 16 au classement Coaches, le classement CFP n'étant pas republié après les bowls.
Il s'agit de leur toute 1re apparition au Holiday Bowl.

## Résumé du match
Début du match à 18 h 07, fin à 21 h 28 pour une durée totale de jeu de 3 h 21 min.
Températures de 19 °C, vent de Nord de 8 km/h , ciel dégagé.
| QT          | Temps       | Drive       | Drive       | Drive       | Équipe      | Description de l'action | Score | Score |
| QT          | Temps       | Jeux        | Yards       | TDP         | Équipe      | Description de l'action | MSU   | WSU   |
| ----------- | ----------- | ----------- | ----------- | ----------- | ----------- | --- | ----- | ----- |
| 1           | 05:45       | 14          | 64          | 06:05       | WSU         | FG de 45 yards par K Powell, Erik | 3     | 0     |
| 2           | 07:34       | 16          | 81          | 09:24       | MSU         | TD de 15 yards par WR White, Cody à la suite d'une réception d'une passe de QB Lewerke, Brian + 1 extra-point par K Coghlin, Matt.         | 3     | 7     |
| 2           | 04:34       | 4           | 63          | 02:03       | MSU         | TD de 49 yards par WR Davis, Felton III à la suite d'une réception d'une passe de QB Lewerke, Brian + 1 extra-point par K Coghlin, Matt.   | 3     | 14    |
| 2           | 00:29       | 6           | 68          | 02:43       | MSU         | TD à la suite d'une course de 3 yards par RB Scott, L. J. + 1 extra-point par K Coghlin, Matt.                                             | 3     | 21    |
| 3           | 10:28       | 10          | 67          | 04:26       | MSU         | TD de 10 yards par WR White, Cody à la suite d'une réception d'une passe de QB Lewerke, Brian + 1 extra-point par K Coghlin, Matt.         | 3     | 28    |
| 3           | 05:08       | 7           | 27          | 03:47       | MSU         | TD à la suite d'une course de 6 yards par QB Terry, Damion + 1 extra-point par K Coghlin, Matt.                                            | 3     | 35    |
| 3           | 02:06       | 7           | 80          | 02:57       | WSU         | TD de 14 yards par WR Martin, Tay à la suite d'une réception d'une passe de QB Hilinski, Tyler + 1 extra-point par K Powell, Erik.         | 10    | 35    |
| 4           | 08:26       | 9           | 67          | 02:57       | WSU         | TD de 15 yards par WR Martin, Davontavean à la suite d'une réception d'une passe de QB Hilinski, Tyler + 1 extra-point par K Powell, Erik. | 17    | 35    |
| 4           | 06:14       | 4           | 46          | 02:11       | MSU         | TD à la suite d'une course de 28 yards par RB Scott, L. J. + 1 extra-point par K Coghlin, Matt.                                            | 17    | 42    |
| Score final | Score final | Score final | Score final | Score final | Score final | Score final | 17    | 42    |

## Statistiques
| Meilleurs joueurs (MVPs) |                |                |       |
| Système                  | Nom            | Équipe         | Poste |
| Attaque                  | Brian Lewerke  | Michigan State | QB    |
| Défense                  | Chris Frey Jr. | Michigan State | LB    |

| Statistiques par équipe                |                                                       |                                                   |
| Statistiques                           | MSU                                                   | WSU                                               |
| 1er down                               | 25                                                    | 17                                                |
| 1er down à la course                   | 15                                                    | 2                                                 |
| 1er down à la passe                    | 9                                                     | 13                                                |
| 1er down suite pénalité                | 1                                                     | 2                                                 |
| Conversion de 3e down                  | 10/15                                                 | 5/11                                              |
| Conversion de 4e dow                   | 1/2                                                   | 1/1                                               |
| Jeux–yards                             | 70 jeux pour 440 yards                                | 58 jeux pour 296 yards                            |
| Yards à la course                      | 48 courses pour 227 yards moyenne de 4,7 yards/course | 8 courses pour 24 yards moyenne de 3 yards/course |
| Yards à la passe                       | 213                                                   | 272                                               |
| Passes : Réussies-Tentées-Interceptées | 13/22 passes complétées, 1 interception               | 39/50 passes complétées, 1 interception           |
| Réussite en zone rouge/chances         | 4/4                                                   | 2/2                                               |
| TD                                     | 6                                                     | 2                                                 |
| Field Goals                            | 0/0                                                   | 1/1                                               |
| Sacks (Nombre-Yards)                   | 0                                                     | 1 pour 5 yards adverses perdus                    |
| Fumbles (Nombre/Perdus)                | 0/0                                                   | 2/1                                               |
| Pénalités (Nombre/Yards perdus)        | 6 pour 50 yards perdus                                | 4 pour 46 yards perdus                            |
| Temps de possession                    | 36:42                                                 | 23:18                                             |

| Statistiques individuelles |                |                                                                           |
| Quaterbacks                |                |                                                                           |
| MSU                        | Brian Lewerke  | 13/21 passes complétées, 213 yards, 0 interception, 3 TDs, 1 sack subi    |
| WSU                        | Tyler Hilinski | 30/50 passes complétées, 272 yards, 1 interception, 2 TDs, 0 sack subi    |
| Meilleurs coureurs         |                |                                                                           |
| MSU                        | L. J. Scott    | 18 courses pour 110 yards nets gagnés, 2 TDs, moyenne de 6,1 yards/course |
| WSU                        | James Williams | 3 courses pour 14 yards nets gagnés, 0 TD, moyenne de 4,7 yards/course    |
| Meilleurs receveurs        |                |                                                                           |
| MSU                        | Felton Davis   | 4 réceptions pour 118 yards gagnés, 1 TD                                  |
| WSU                        | James Williams | 10 réceptions pour 65 yards gagnés, 0 TD                                  |
| Meilleurs tacleurs         |                |                                                                           |
| MSU                        | Chris Frey     | 6 tacles dont 4 en solo, 1 Fumble recouvert.                              |
| WSU                        | Isaac Dotson   | 10 tacles dont 8 en solo, 1:2 TFL (1 yard).                               |